# روكيبتو (ملك)
روكيبتو (بالأكدية: 𒊒𒌑𒄒𒌅 𒌉 ru-ú-kib-tu) أو روكيبتي (بالأكدية: 𒊒𒄒𒋾 ru-kib-ti) كان ملكًا لعسقلان في القرن الثامن قبل الميلاد، عندما كانت فيليستيا تابعة للإمبراطورية الآشورية الحديثة. بعد أن حرض سلفه ميتينتي الأول على تمرد فاشل ضد الإمبراطور تغلث فلاسر الثالث في عسقلان، خلعه روكيبتو واغتصب العرش لنفسه. وتسميه سجلات تغلث بلصر الثالث "ركيبتو، ابن [...]" - ولم يبق اسم والده موجودًا. واقترح بعض الباحثين أن والده كان ميتينتي الأول، إلا أن الملوك ذوي الأصول الدنيئة كانوا يُطلق عليهم في المصادر الآشورية والبابلية لقب "ابن النكرة"، ومع استيلاء روكيبت على العرش، لا يمكن استبعاد هذا الاحتمال.
توفي روكيبت في فترة ما بين عهدي شلمنصر الخامس وسرجون الثاني. وخلفه صدكا، الذي أشعل ثورة فاشلة ضد السلطة الآشورية. ثم خلع سنحاريب الملك صدكا، ونصب ابن روكيبت، شارلوداري، على عرش عسقلان.